# Franz Hörner

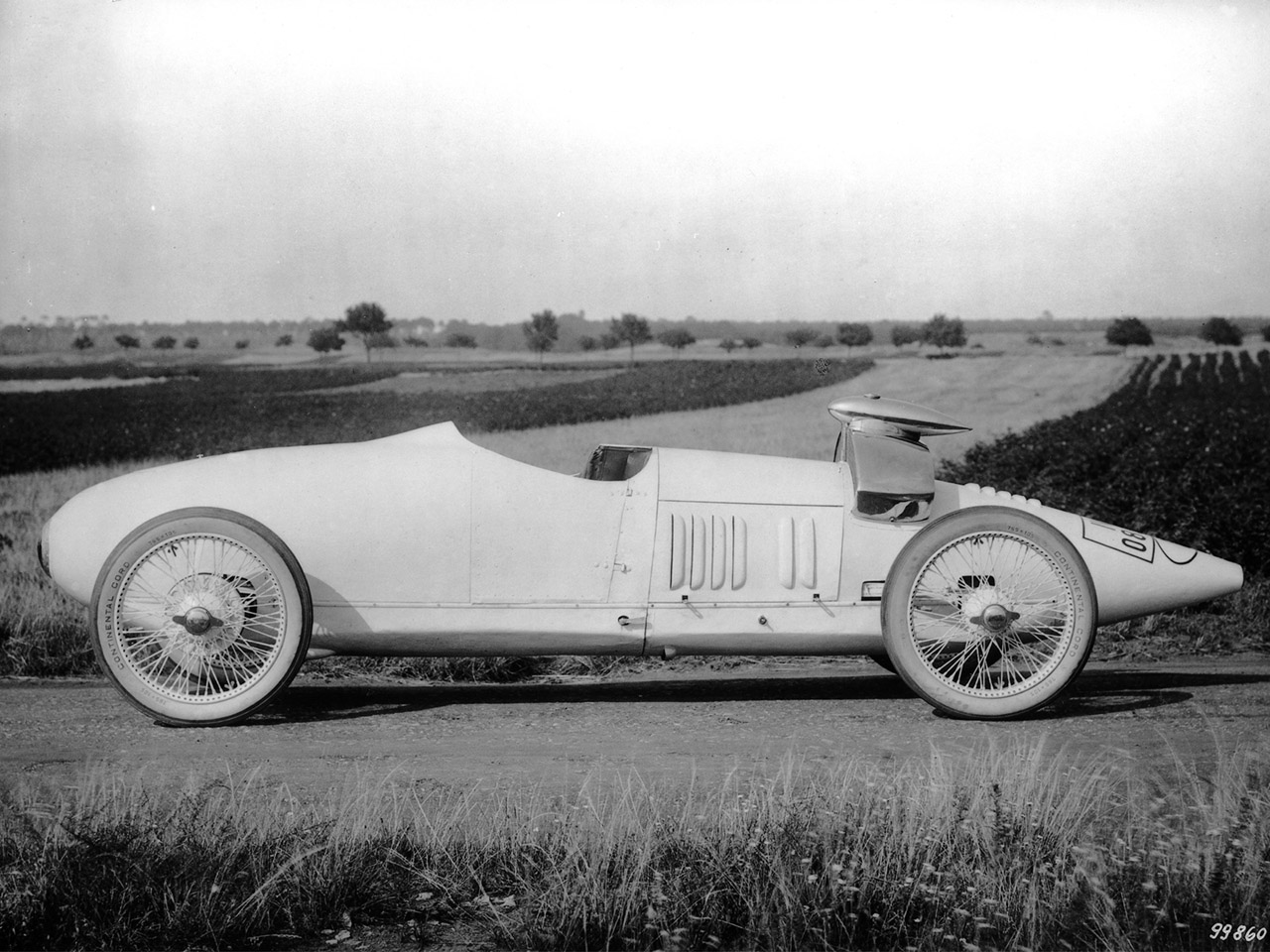
Benz-Tropfenwagen

Franz Hörner (* 5. Juni 1882 in Odenheim; † 30. April 1944 in Mannheim) war ein deutscher Automobilrennfahrer.

## Karriere
Franz Hörner trat am 17. September 1906 bei Benz & Cie. in Mannheim ein. Zu seinen Ausbildern zählten die Werksfahrer Victor Hémery und Fritz Erle, mit deren Hilfe er sich zu einem erfolgreichen Fahrer entwickelte.
Bei der Eröffnung der AVUS-Rennstrecke in Berlin am 24. und 25. September 1921 gewann Franz Hörner mit seinem Beifahrer Paul Gass auf einem Benz 10/30 PS das Rennen der Klasse X B (Wagen mit bis zu 10 Steuer-PS und hängenden Ventilen). Über die Distanz von 157,4 km erreichte er die Durchschnittsgeschwindigkeit von 118,1 km/h. Im September 1922 siegte er beim Semmering-Bergrennen auf dem Blitzen-Benz mit einem Durchschnitt von 79,1 km/h.
Beim erstmals ausgetragenen Großen Preis von Europa, der im Rahmen des Großen Preises von Italien am 9. September 1923 auf dem Autodromo di Milano in Monza ausgetragen wurde, belegte Hörner mit dem erstmals eingesetzten Benz-Tropfenwagen hinter seinem Teamkollegen Ferdinando Minoia den fünften Platz.
Franz Hörner starb am 30. April 1944 im Alter von 61 Jahren in Mannheim.